# Château Mouton-Rothschild

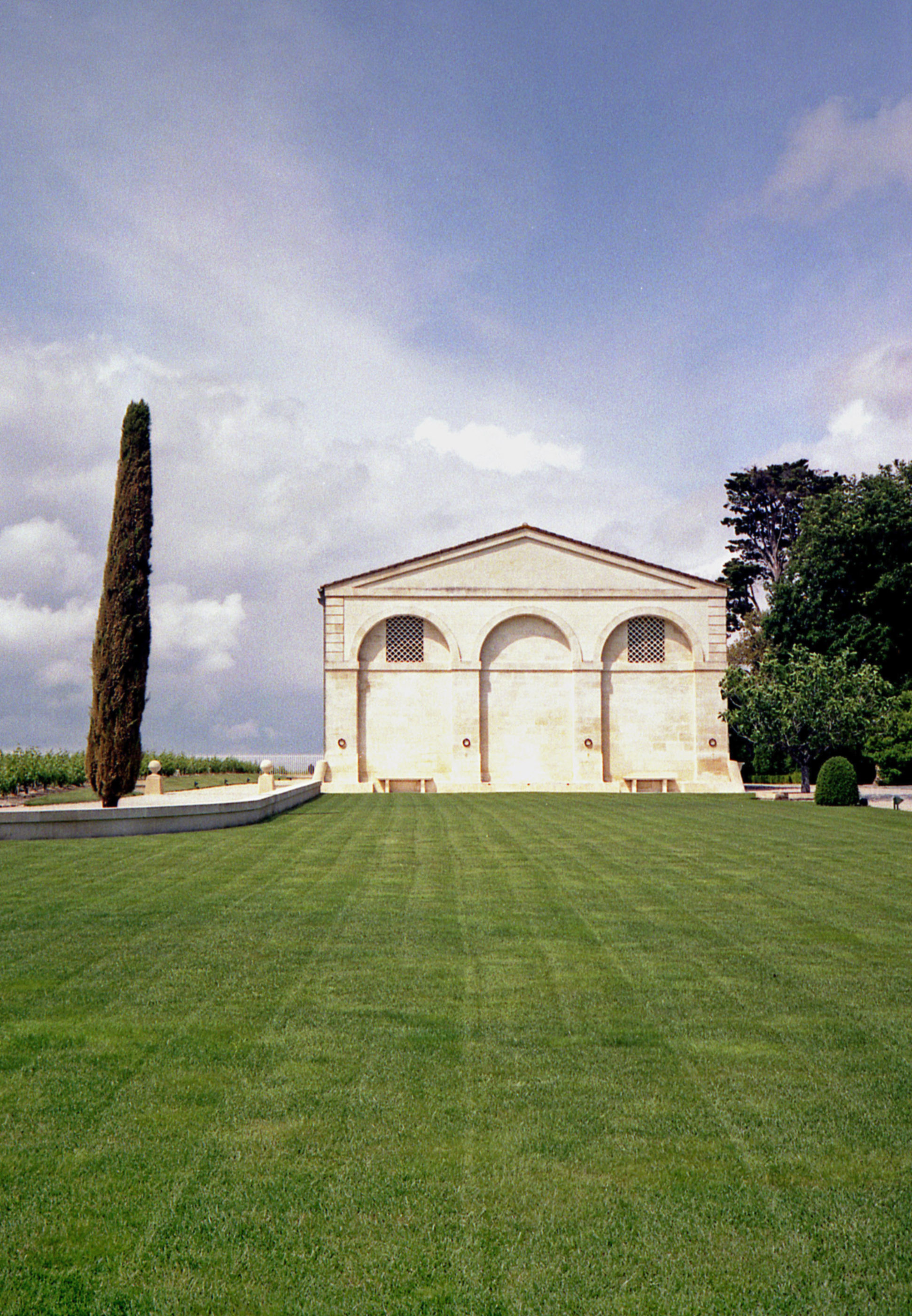
Château Mouton Rothschild

Château Mouton Rothschild je jedinou z dnešních pěti vinařských usedlostí kategorie premier grand cru classé z oblasti Bordeaux, které nebyla při legendární Bordeauxské klasifikaci vín v roce 1855 tato kategorie přiznána. Château Mouton Rothschild je tedy jedinou vinařskou usedlostí v rámci prvních čtyř kategorií grand cru classé, jíž se podařilo změnit rozhodnutí bordeauxské obchodní komory, která v roce 1855 oficiální klasifikaci udělovala. Château se nachází v obci Pauillac v Médoku asi 50 km severozápadně od města Bordeaux.

## Dějiny
Usedlost se původně jmenovala Château Brane-Mouton, ale když ji roku 1853 zakoupil baron Nathaniel de Rothschild, přejmenoval ji na Château Mouton Rothschild. 

Výraz mouton, který dnes francouzsky označuje berana či skopce, znamenal ve starofrancouzštině zdrobnělinu slova motte, tedy mírný kopeček nebo pahorek, což je právě onen 25 m vysoký pahorek, jenž vystupuje nad médockou krajinu, který baron získal.

V roce 1855, tedy jen dva roky poté, co usedlost změnila majitele, nepřiznala bordeauxská obchodní komora při oficiální klasifikaci vínu Château Mouton-Rothschild status premier cru a zařadila je na první místo v kategorii deuxième cru. Své rozhodnutí odůvodnila údajným špatným stavem usedlosti, přestože kvalita i prodejní ceny zdejšího vína byly stejné, ne-li vyšší než u vín premier cru. Baron Nathaniel zemřel roku 1870 a zanechal usedlost svému synovi a ten pak svému synovi. Ani jeden z nich však nejevil o vinařství velký zájem.
V roce 1922 nastala pro Château Mouton Rothschild nová kapitola. Tehdy totiž usedlost zdědil teprve 20letý baron Philippe de Rothschild (1902 – 1988), pravnuk barona Nathaniela, vytrvalý a všestranně nadaný muž s téměř nevyčerpatelnou energií. Mladý baron (mimochodem narozený ve znamení Berana) se nechal inspirovat hrdým mottem starého francouzského šlechtického rodu de Rohanů a vymyslel vlastní, z něhož učinil motto usedlosti: Premier ne suis, second ne daigne, Mouton suis (Prvním nejsem, druhým být nechci, jsem Mouton/beran). Rozhodl se, že zvrátí nespravedlivé rozhodnutí z roku 1855, a tomuto předsevzetí zasvětil příštích 51 let svého života. Nebylo to snadné, bylo k tomu zapotřebí ohromného množství energie, předvídavosti, houževnatosti, a zejména nesmírného nadšení. Toto rozhodnutí mělo značné následky nejen pro Château Mouton, ale i pro celý vinařský průmysl.

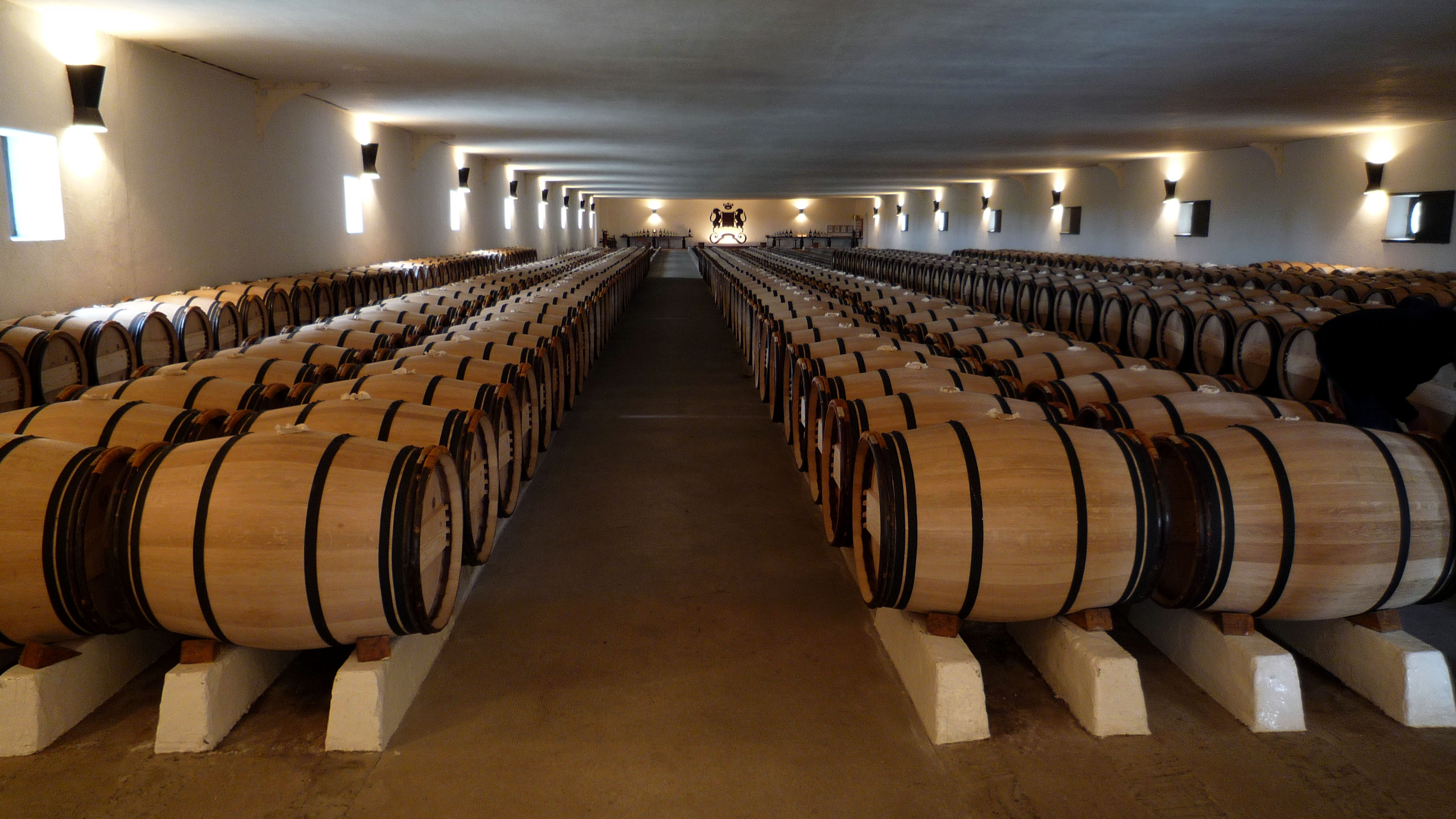
Vyrovnané řady barikových sudů ve sklepě usedlosti

V roce 1924 se baron Philippe rozhodl plnit nadále veškeré víno vyrobené na Château Mouton Rothschild do láhví přímo na usedlosti. Způsobil tím ve vinařském světě doslova revoluci. Do té doby se totiž veškeré bordeauxské víno lahvovalo vždy u místních obchodníků s vínem, kteří tak díky tomu měli nad vinaři vždy navrch. Pro výrobce to sice znamenalo náklady navíc a zcela novou odpovědnost – zvýšila se tím však jeho prestiž a poprvé tak získal převahu nad obchodníkem. Lahvování na usedlosti s sebou přineslo i změnu vinných etiket. Baron Philippe nechal navrhnout první viněty s kubistickou kompozicí, jež kombinovala symbolickou beraní hlavu s pěti heraldickými šípy Rothschildovy rodiny.

A další změny na sebe nenechaly dlouho čekat. Jako první přišly na řadu hospodářské budovy usedlosti, jež byly příliš malé, aby mohly pojmout několikaletou produkci.

V roce 1926 byly do provozu uvedeny nové prostory, především dlouhý sklep pro barrikové sudy, první svého druhu v regionu, jehož návrh je dílem pařížského architekta Charlese Siclise. 

Věren obchodnickému duchu své rodiny zahájil baron Philippe v roce 1933 jako první z producentů médockých grand cru prodej druhého ročníkového vína usedlosti. Víno nazvané Mouton-Cadet se nakonec stalo nejprodávanějším bordeauxským vínem na světě.

Hned po válce, v roce 1945, přišel baron Philippe s další inovací. Od toho roku je v horní části viněty Château Mouton Rothschild vyobrazeno dílo některého známého umělce, přičemž každý rok jde o jinou osobnost.

1962 Otevření Muzea barona Philippe de Rothschilda na usedlosti. 

Konečně roku 1973, po 51 letech nesmírného úsilí, obětavosti a nadšení, se baron Philippe de Rothschild dočkal. Zrušením původního verdiktu bylo Château Mouton Rothschild přeřazeno z kategorie deuxième cru classé do „superligy“ premier cru classé. Baron Philippe pak změnil své motto na: Premier je suis, second je fus, Mouton ne change (První jsem, druhý jsem byl, Mouton/beran navždy zůstanu).

V roce 1979 projevil baron Philippe opět svoji předvídavost, když jako první z bordeauxských vinařů začal spolupracovat s legendou kalifornského vinařství Robertem Mondavim z Napa Valley. Jejich společný podnik nazvaný Opus One měl za cíl vyrobit víno, jež by v sobě spojovalo klady médockých a kalifornských vín.

20. ledna 1988 zemřel baron Philippe de Rothschild ve věku 86 let a vedení usedlosti převzala jeho dcera baronka Philippine.

Rok 1997 přinesl další americkou spolupráci, tentokrát s chilským vinařstvím Concha y Toro z údolí Maipo, jejímž výsledkem bylo chilsko-francouzské víno Almaviva, jehož hlavní odrůdou je Cabernet sauvignon a které spatřilo světlo světa následujícího roku.

## Vinařství
Když baron Nathaniel de Rothschild zakoupil v roce 1853 severozápadně od Pauillaku usedlost Mouton, získal tím 25 m vysoký pahorek vystupující nad médockou krajinu, jehož vynikající štěrkovitá půda skýtá skvělý terroir pro odrůdu Cabernet sauvignon. Na jeho svazích pozvolna klesajících k ústí řeky Garonny se pěstuje zejména hlavní bordeauxská odrůda Cabernet sauvignon. Rozloha zdejších vinic činí 203 akrů (0,8 km2) a složení odrůd vinné révy je následující: Cabernet Sauvignon (78 %), Merlot (10 %), Cabernet Franc (10 %) a Petit verdot (2 %).

Víno kvasí v dubových sudech a poté zraje v nových baricích z francouzského dubu. Celková roční produkce vinařství činí 33 000 kartonů. 

Podnik dnes řídí dcera barona Philippa baronka Philippine de Rothschildová. Je to energická žena, která opustila pařížský divadelní svět, aby se stejným zápalem pokračovala v otcově díle.
Víno Mouton Rothschild je bohaté, hutné a opulentní a na jazyku nesrovnatelně hedvábné. Jeho výrazný odrůdový charakter podtrhují jemné třísloviny. Díky vysokému procentu odrůdy Cabernet sauvignon je značně dlouhověké.

## Viněty

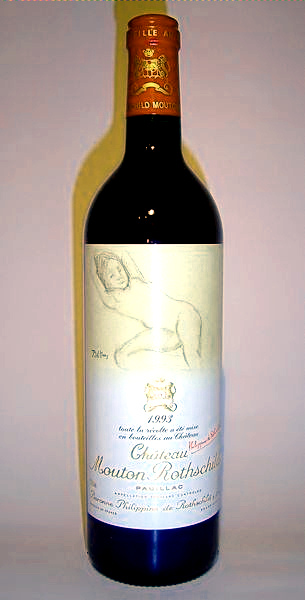
Láhev Château Mouton Rothschild z roku 1993. Viněta s kresbou ležící nahé dívky, kterou zakázaly americké úřady.

Od roku 1924 zdobila etikety vína Château Mouton Rothschild kubistická kompozice francouzského grafika Jeana Carluho, jež byla kombinací symbolické beraní hlavy s pěti heraldickými šípy rodiny Rothschildových. 

Na oslavu ukončení 2. světové války vyzval baron Philippe v roce 1945 mladého francouzského umělce Philippe Juliana, aby navrhl vinětu s motivem churchillovského vítězného V. Od toho roku je v horní části etikety vína Château Mouton Rothschild vyobrazeno dílo některého známého umělce, přičemž každý rok jde o jinou osobnost. Tak se na zdejších vinětách ocitla mimo jiné díla takových velikánů, jako byli Jean Cocteau, Georges Braque, Salvador Dalí, Joan Miró, Marc Chagall, Vasilij Kandinskij, Pablo Picasso, Andy Warhol a řada dalších. Existuje jen několik výjimek z této praxe. Poprvé se tak stalo roku 1953, kdy se slavilo sto let od doby, kdy baron Nathaniel de Rothschild zakoupil Château Brane-Mouton a přejmenoval je na Château Mouton Rothschild. Tehdy ozdobil vinětu baronův dobový portrét. Podruhé to bylo v roce 1977, kdy se jako upomínka na soukromou návštěvu britské Královny matky objevilo na vinětě osobní věnování barona Philippa Její Výsosti. Další výjimkou byla viněta z roku 2000, kdy byl na oslavu milénia vybrán zlacený stříbrný pohár ve tvaru berana z 16. století, jehož vyobrazení ozdobilo láhev. V roce 2003 uplynulo 150 let od doby, kdy rodina Rothschildů získala Château Mouton, a tak se na vinětě objevil dobový snímek barona Nathaniela. Roku 2004 uplynulo sto let od uzavření historické koloniální Srdečné dohody mezi Británií a Francií, a proto vinětu ozdobil obraz, jehož autorem je princ Charles. 

V historii uměleckých vinět se také dvakrát stalo, že byly v jednom roce použity dvě různé etikety. V roce 1978 dodal montrealský výtvarník Jean-Paul Riopelle dva návrhy. Jelikož se baronu Philippovi líbily oba stejně, rozhodl se poprvé v historii použít oba. Polovina vinět tedy vyšla s jedním a druhá polovina s druhým dílem. Roku 1993 zakázaly americké úřady vinětu s kresbou ležící nahé dívky od polsko-francouzského výtvarníka Balthasara Kłossowského de Roly zvaného Balthus, proto měly v tom roce viněty na americkém trhu na místě obrázku prázdné místo. Obě verze, celosvětová i americká, se tak staly předmětem zvýšeného zájmu sběratelů.
Spojení Château Mouton Rothschild s uměním se ještě prohloubilo, když baron Philippe de Rothschild otevřel na usedlosti v roce 1962 muzeum, kde jsou vystaveny obrazy, tapiserie, vázy a umělecké předměty, jež mají nějaký vztah k vínu a vinařství. Tato unikátní sbírka se stala klenotem kulturního dědictví kraje Bordeaux a každoročně přiláká na usedlost řadu návštěvníků.

### Seznam umělců, jejichž díla zdobí viněty Château Mouton Rothschild
- 1924: Jean Carlu
- 1945: Philippe Jullian
- 1946: Jean Hugo
- 1947: Jean Cocteau
- 1948: Marie Laurencin
- 1949: André Dignimont
- 1950: Arnulf
- 1951: Marcel Vertès
- 1952: Léonor Fini
- 1953 –
- 1954: Jean Carzou
- 1955: Georges Braque
- 1956: Pavel Techelitchew
- 1957: André Masson
- 1958: Salvador Dalí
- 1959: Richard Lippold
- 1960: Jacques Villon
- 1961: Georges Mathieu
- 1962: Matta
- 1963: Bernard Dufour
- 1964: Henry Moore
- 1965: Dorothea Tanning
- 1966: Pierre Alechinsky
- 1967: César
- 1968: Bona
- 1969: Joan Miró
- 1970: Marc Chagall
- 1971: Wassily Kandinsky
- 1972: Serge Poliakoff
- 1973: Pablo Picasso
- 1974: Robert Motherwell
- 1975: Andy Warhol
- 1976: Pierre Soulages
- 1977 –
- 1978: Jean-Paul Riopelle (2 různé viněty)
- 1979: Hisao Domoto
- 1980: Hans Hartung
- 1981: Arman
- 1982: John Huston
- 1983: Saul Steinberg
- 1984: Agam
- 1985: Paul Delvaux
- 1986: Bernard Séjourné
- 1987: Hans Erni
- 1988: Keith Haring
- 1989: Georg Baselitz
- 1990: Francis Bacon
- 1991: Setsuko
- 1992: Per Kirkeby
- 1993: Balthus (2 různé viněty)
- 1994: Karel Appel
- 1995: Antoni Tàpies
- 1996: Gu Gan
- 1997: Niki de Saint Phalle
- 1998: Rufino Tamayo
- 1999: Raymond Savignac
- 2000 –
- 2001: Robert Wilson
- 2002: Ilja Kabakov
- 2003 –
- 2004: Princ Charles
- 2005: Giuseppe Penone
- 2006: Lucian Freud
- 2007: Bernar Venet
- 2008: Xu Lei
- 2009: Anish Kapoor
- 2010: Jeff Koons
- 2011: Guy de Rougemont
- 2012: Miquel Barcelo
- 2013: Lee Ufan
- 2014: David Hockney
- 2015: Gerhard Richter
- 2016: William Kentridge
- 2017: Annette Messagerová
- 2018: Xu Bing
- 2019: Olafur Eliasson
- 2020: Peter Doig
- 2021: Čiharu Šiota